# Резолюция Совета Безопасности ООН 1095
Резолюция Совета Безопасности Организации Объединённых Наций 1095 (код — S/RES/1095), принятая 28 января 1997 года, сославшись на предыдущие резолюции по Израилю и Ливану, включая 501 (1982), 508 (1982), 509 (1982) и 520 (1982), а также изучив доклад Генерального секретаря о Временных силах Организации Объединённых Наций в Ливане (ВСООНЛ), утверждённый в 426 (1978), Совет постановил продлить мандат ВСООНЛ ещё на шесть месяцев до 31 июля 1997 года.
Затем Совет вновь подтвердил мандат Сил и просил Генерального секретаря продолжить переговоры с правительством Ливана и другими заинтересованными сторонами в отношении выполнения резолюций 425 (1978) и 426 (1978) и представить доклад по этому вопросу.
Любое насилие в отношении ВСООНЛ было осуждено, а дальнейшая экономия средств поощряется при условии, что она не повлияет на оперативный потенциал Сил.